# Discovery Kids
Discovery Kids — американский телеканал, созданный Discovery Communications. Предназначен для детей и носит образовательный характер.
Канал начал работу 13 сентября 1996 года. Его основное наполнение составляют передачи о природе, науке и путешествиях по всему миру.
30 апреля 2009 года Discovery Communications объявила о партнёрстве с Hasbro, которая получила 50 % акций канала, так канал был заменен на The Hub. Hasbro подготовит для нового канала оригинальные программы. С 2009 года телеканал в Канаде прекратил вещание с кризисом канала Nickelodeon в 2010 году. Также телеканал закончил своё вещание в Европейском союзе в 2012 году.

## Вещательные блоки

### Scary Saturday Night Sleepover
Появился в 2001 году и вскоре был снят с эфира. Каждый субботний вечер должен был демонстрировать пугающие передачи, но в настоящее время в эфире остались только программы «Truth or Scare» и «Mystery Hunters».

### Saddle Club Sundays
Все эпизоды Saddle Club. Передачи по воскресеньям.

### Ready Set Learn
Появился в 2002 году. Утром по рабочим дням предлагает для просмотра передачи для школьников.

### Animal Afternoons
Появился в 2002 году. В состав входят передачи о животных и дикой природе.

### The Gaggle
Появился в 2002 году. Включает в себя три часа воскресных шоу, включая Endurance и Flight 29 Down. В 2008 The Gaggle сократили до 1-2 часов, но начали транслировать по рабочим дням.

### Real Toons
Появился в 2003. Блок мультфильмов. Воскресный блок носит название Real Toon Sundays.

### @DK
Блок был добавлен на телеканал Discovery Kids в 2006 году. Время трансляции с 20:00 до 1:00 каждый день, целевая аудитория — подростки и взрослые.
@DK транслирует программы, среди которых Flight 29 Down, Endurance, Serious (TV series) (Серии CBBC которых первые запустили на Discovery Kids), Adventure Camp, Dinosapien, Darcy's Wild Life и Strange Days at Blake Holsey High.